# دیوید تورنس
دیوید تورنس (انگلیسی: David Torrence؛ ‏ ۱۷ ژانویهٔ ۱۸۶۴ – ۲۶ دسامبر ۱۹۵۱) بازیگر اسکاتلندی اهل پادشاهی متحد بریتانیای کبیر و ایرلند بود. او ستاره‌ای در پیاده‌روی مشاهیر هالیوود دارد.

## گزیدهٔ فیلم‌شناسی
- زندانی زندا
- شرلوک هولمز
- پسر قوی
- ساعت مشکی
- دیزرائیلی
- دختر شهری
- ایست لین
- پایان پنج ستاره
- نقاب فو مانچو
- سواران
- ولتر
- میدان برکلی
- ملکه کریستینا
- جین ایر
- بانی اسکاتلند
- فرشته تاریکی
- شورش در بونتی
- کاپیتان بلاد
- ماری اسکاتلند
- افق گمشده
- استنلی و لیوینگستون
- دیوانگان رقص